# Erich Kops
Erich Ernst Kops (* 20. Januar 1905 in Jena; † 28. Mai 1961 in Dresden) war ein deutscher Parteifunktionär (SPD/KPD/SED), Spanienkämpfer, ehemaliger Häftling im KZ Sachsenhausen und DDR-Botschafter in Ungarn.

## Leben
Kops stammte aus einer Jenaer Arbeiterfamilie. Sein Vater war Metallarbeiter. Nach dem Besuch der Volksschule erlernte er den Beruf des Schlossers. 1922 trat er in die Sozialdemokratische Partei Deutschlands (SPD) ein. In Jena wurde er der Vorsitzende der Sozialistischen Arbeiterjugend (SAJ) und deren Organisationssekretär für Thüringen. Im August 1923 trat er aus der SAJ und aus der SPD aus und trat in die Kommunistische Partei Deutschlands (KPD) ein. Er wurde hauptamtlicher Sekretär des Kommunistischen Jugendverbands Deutschlands (KJVD) in Thüringen. Die KPD-Bezirksleitung ordnete ihn als Anhänger des ultralinken Parteiflügels ein. Von 1924 bis 1924 geriet er in Gefängnis-Haft. Von 1925 bis 1928 wurde er Gauführer der Roten Jungfront, dem Nachwuchsorgan des Rotfront-Kämpferbundes (RKB). Von 1928 bis 1929 besuchte er einen Fortbildungskursus der Leninschule in Moskau, danach wurde er Lokalredakteur der „Neuen Zeitung“ von Jena. Von 1931 bis 1933 war er Sekretär für Agitation der KPD-Bezirksleitung Halle-Merseburg.
Nach der Machtübertragung an die NSDAP arbeitete er illegal gegen das NS-Regime und musste 1934 in die Tschechoslowakei emigrieren. Hier stellte er Verbindungen her für die Einschleusung von antifaschistischer Propaganda in das Deutsche Reich. 1935 ging er in die Sowjetunion und arbeitete dort als Maschinenschlosser. Ab 1937 kämpfte er als Offizier im Thälmann-Bataillon gegen die Franco-Diktatur in Spanien. In dieser Zeit wurde er aus der KPD ausgeschlossen. Später wurde er in Frankreich interniert. 1943 wurde er an die NS-Behörden ausgeliefert und als Häftling ins KZ Sachsenhausen überstellt.
Als die NS-Herrschaft beseitigt war, fungierte er kurzzeitig als Landrat in Ludwigslust und wurde ab August 1945 KPD-Organisationssekretär für Thüringen. Nach der Zwangsvereinigung von SPD und KPD war Kops von 1946 bis 1950 Mitglied des SED-Parteivorstands, ab September 1947 zusammen mit Heinrich Hoffmann (SPD) paritätischer Thüringer Landesvorsitzender der Sozialistischen Einheitspartei Deutschlands (SED). Nach seiner Ablösung von der Parteispitze war er kurze Zeit als Botschafter in der Ungarischen Volksrepublik (UVR) tätig, aber danach in untergeordneten Stellungen im Handelsbereich. Von 1958 bis 1961 war er 1. Stellvertreter des Vorsitzenden des Dresdner Rat des Bezirkes.

## Ehrungen
- In Jena wurde nach ihm der „Erich-Kops-Weg“ benannt.